# Ukrajinci
Ukrajinci so vzhodnoslovanski narod, katerega pripadniki živijo na območju današnje Ukrajine; pomembne manjšine pa so v sosednjih državah (Rusija, Belorusija, Poljska, Moldavija, Romunija, Madžarska) ter drugje (Nemčija, ZDA, Kanada). Govorijo ukrajinščino.